# Campionati europei di triathlon del 1988
I Campionati europei di triathlon del 1988 (IV edizione) si sono tenuti a Venezia, nella spiaggia del Lido in data 20 giugno 1988.
Tra gli uomini ha vinto per la quarta volta consecutiva l'olandese Rob Barel, mentre la gara femminile è andata alla britannica Sarah Springman.

## Risultati

### Élite uomini
| Pos. | Nome             | Paese       | Totale  |
| ---- | ---------------- | ----------- | ------- |
|      | Rob Barel        | Paesi Bassi | 1:50:23 |
|      | Didier Volckaert | Belgio      | 1:51:01 |
|      | Jochen Basting   | Germania    | 1:51:09 |

### Élite donne
| Pos. | Nome            | Paese       | Totale  |
| ---- | --------------- | ----------- | ------- |
|      | Sarah Springman | Regno Unito | 2:04:53 |
|      | Dolorita Gerber | Svizzera    | 2:05:12 |
|      | Pernille Svarre | Danimarca   | 2:07:17 |